# Cnidoscolus

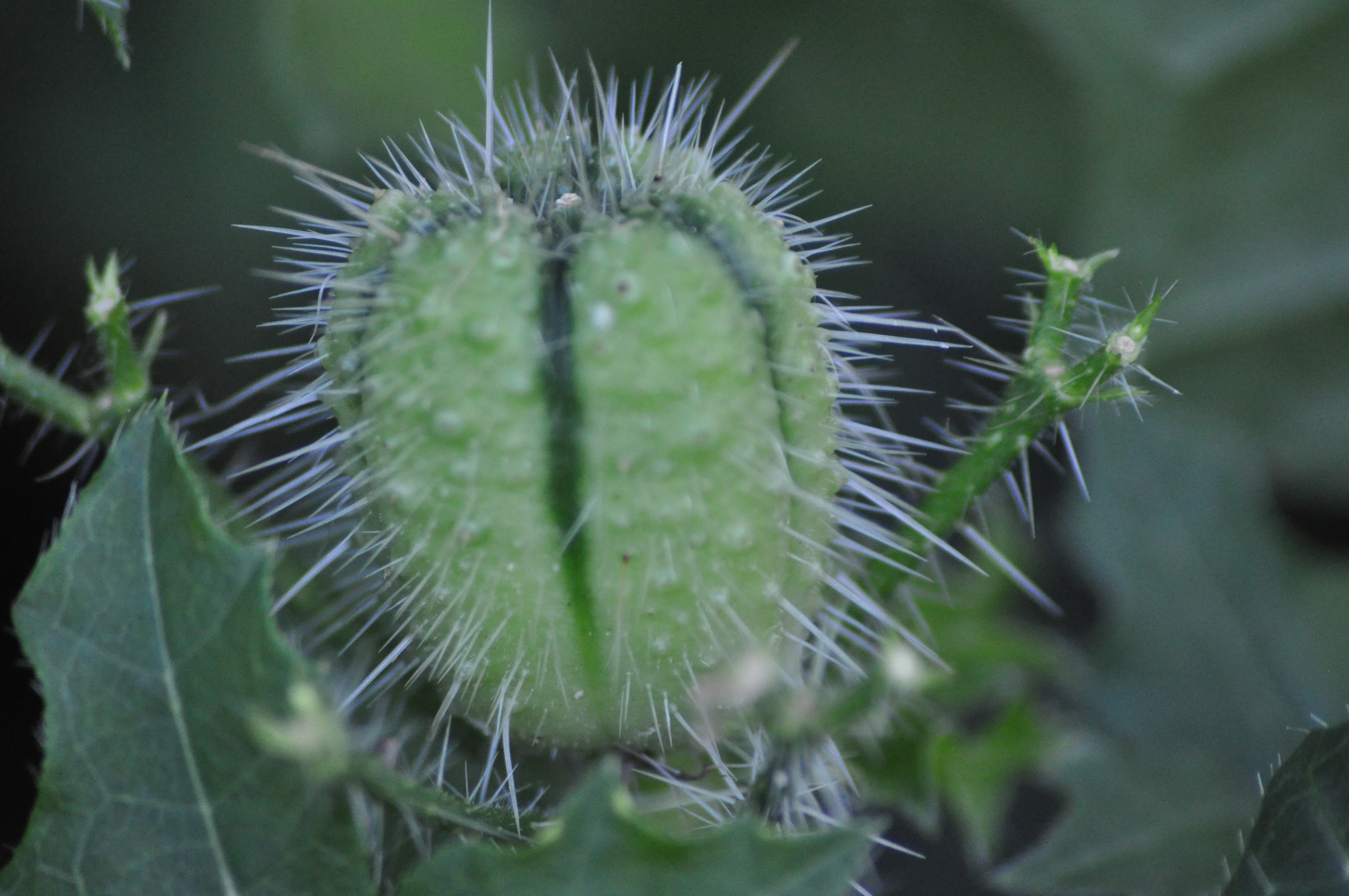
Tricomas en tallos y fruto en C. texanus

Cnidoscolus  es un género de la familia Euphorbiaceae descrito por primera vez como género en 1827. Comprende 143 especies descritas y de estas, solo 94 aceptadas. Se distribuyen por América tropical y subtropical.

## Descripción
El género comprende árboles, arbustos o hierbas perennifolios. Los tallos, con látex lechoso, poseen tricomas urticantes no ramificados, en algunas especies también las hojas y frutos. Hojas alternas, simples, palmatilobadas; pecíolos con glándulas o papilas en el ápice, estipuladas. Pueden ser persistentes o caducas. Son plantas monoicas. Inflorescencias terminales en cimas dicasiales, flores femeninas centrales y masculinas laterales. Flores estaminadas (masculinas) con 5 sépalos pero sin pétalos, cáliz petaloide; estambres 8–10 (-25), al menos los interiores connados, estaminodios en el ápice de la columna estaminal; flores pistiladas (femeninas) sésiles o cortamente pediceladas, sépalos 4–5, libres o connados, disco anular, ovario 3-locular, 1 óvulo por lóculo, estilos libres, multífidos o laciniados. El fruto es una cápsula con semillas ovoides carunculadas.

## Taxonomía
El género fue descrito por Johann Baptist Emanuel Pohl y publicado en Plantarum Brasiliae Icones et Descriptiones 1(2[–3]): 56–60[–63], pl. 49–50[–52]. 1827. La especie tipo es: Cnidoscolus hamosus Pohl.
Etimología
Cnidoscolus: nombre genérico que deriva del griego antiguo κνίδη (knide), que significa "ortiga", y σκολος (skolos), que significa "espina" o "cosquilleo".

## Algunas de las especies
- Cnidoscolus aconitifolius
- Cnidoscolus basiacanthus (Pax & K.Hoffm.) J.F.Macbr., 1951
- Cnidoscolus chayamansa - chaya
- Cnidoscolus kunthianus (Müll.Arg.) Pax & K.Hoffm. - guaritoto, malamujer.[8]
- Cnidoscolus phyllacanthus
- Cnidoscolus souzae
- Cnidoscolus stimulosus
- Cnidoscolus texanus
- Cnidoscolus urens